# ۱٬۲٬۳٬۴٬۶-پنتاگالویل گلوکوز
۱٬۲،۳٬۴،۶-پنتاگالویل گلوکوز (به انگلیسی: 1,2,3,4,6-Pentagalloyl glucose) با فرمول شیمیایی C41H32O26 یک ترکیب شیمیایی با شناسه پاب‌کم 87949 است. که جرم مولی آن ۹۴۰٫۶۷ گرم بر مول می‌باشد. 